# Egglkofen
Egglkofen er den nordligste kommune i Landkreis Mühldorf am Inn i den østlige del af regierungsbezirk Oberbayern i den tyske delstat Bayern. Den er en del af Verwaltungsgemeinschaft Neumarkt-Sankt Veit.

## Geografi
Egglkofen ligger i region Sydøstoberbayern i Bayerisches Alpenvorland i en sidedal til floden Rott. Egglkofen ligger omkring 31 km sydøst for Landshut, 23 km nord for Mühldorf, 6 km fra Neumarkt-Sankt Veit og 9 km fra Vilsbiburg. Der er en banegård på linjen Landshut-Mühldorf-Salzburg, som drives af SüdostBayernBahn.
Ud over Egglkofen er der i kommunen landsbyerne Harpolden og Tegernbach.

### Nabokommuner
- Bodenkirchen
- Vilsbiburg
- Gangkofen
- Neumarkt-Sankt Veit
- Schönberg